# José Bento
José da Silva Bento (* 5. Januar 1946 in Lourenço Marques) ist ein portugiesischer Badmintonspieler. 

## Karriere
José Bento ist einer der bedeutendsten Badmintonspieler Portugals. In den 1970er Jahren war er der dominierende Spieler in seiner Heimat und avancierte in dieser Zeit zum Rekordtitelträger des Landes.

## Sportliche Erfolge
| Saison | Veranstaltung                   | Disziplin    | Platz | Name                          |
| ------ | ------------------------------- | ------------ | ----- | ----------------------------- |
| 1966   | Portugal International          | Mixed        | 1     | José Bento / Isabel Rocha     |
| 1967   | Portugal International          | Herreneinzel | 1     | José Bento                    |
| 1967   | Portugal: Einzelmeisterschaften | Herreneinzel | 1     | José Bento                    |
| 1967   | Portugal: Einzelmeisterschaften | Herrendoppel | 1     | José Bento / Marques Costa    |
| 1968   | Portugal: Einzelmeisterschaften | Herrendoppel | 1     | José Bento / Marques Costa    |
| 1968   | Portugal: Einzelmeisterschaften | Herreneinzel | 1     | José Bento                    |
| 1969   | Portugal: Einzelmeisterschaften | Herreneinzel | 1     | José Bento                    |
| 1970   | Portugal: Einzelmeisterschaften | Mixed        | 1     | José Bento / Isabel Rocha     |
| 1970   | Portugal: Einzelmeisterschaften | Herrendoppel | 1     | José Bento / Marques Costa    |
| 1970   | Portugal: Einzelmeisterschaften | Herreneinzel | 1     | José Bento                    |
| 1970   | Portugal International          | Mixed        | 1     | José Bento / Isabel Rocha     |
| 1971   | Portugal: Einzelmeisterschaften | Herrendoppel | 1     | José Bento / Marques Costa    |
| 1971   | Portugal: Einzelmeisterschaften | Herreneinzel | 1     | José Bento                    |
| 1972   | Portugal: Einzelmeisterschaften | Herreneinzel | 1     | José Bento                    |
| 1972   | Portugal: Einzelmeisterschaften | Mixed        | 1     | José Bento / Isabel Rocha     |
| 1972   | Portugal: Einzelmeisterschaften | Herrendoppel | 1     | José Bento / Marques Costa    |
| 1973   | Portugal: Einzelmeisterschaften | Mixed        | 1     | José Bento / Isabel Rocha     |
| 1973   | Portugal: Einzelmeisterschaften | Herrendoppel | 1     | José Bento / Marques Costa    |
| 1973   | Portugal: Einzelmeisterschaften | Herreneinzel | 1     | José Bento                    |
| 1974   | Portugal: Einzelmeisterschaften | Mixed        | 1     | José Bento / Isabel Rocha     |
| 1974   | Portugal: Einzelmeisterschaften | Herreneinzel | 1     | José Bento                    |
| 1974   | Portugal: Einzelmeisterschaften | Herrendoppel | 1     | José Bento / Marques Costa    |
| 1975   | Portugal: Einzelmeisterschaften | Mixed        | 1     | José Bento / Isabel Rocha     |
| 1976   | Portugal: Einzelmeisterschaften | Herrendoppel | 1     | José Bento / Marques Costa    |
| 1977   | Portugal: Einzelmeisterschaften | Herrendoppel | 1     | José Bento / Cristiano Dias   |
| 1978   | Portugal: Einzelmeisterschaften | Herrendoppel | 1     | José Bento / Jorge Cruz       |
| 1978   | Portugal: Einzelmeisterschaften | Herreneinzel | 1     | José Bento                    |
| 1979   | Portugal: Einzelmeisterschaften | Herrendoppel | 1     | José Bento / Jorge Cruz       |
| 1980   | Portugal: Einzelmeisterschaften | Herrendoppel | 1     | José Bento / Marques da Costa |
| 1980   | Portugal: Einzelmeisterschaften | Mixed        | 1     | José Bento / Ana Monteiro     |
| 1981   | Portugal: Einzelmeisterschaften | Mixed        | 1     | José Bento / Ana Monteiro     |